# Арамбуру, Хон
Хон Мике́ль Арамбу́ру Мехи́ас (исп. Jon Mikel Aramburu Mejías; 31 июля 2002, Каракас) — венесуэльский футболист, защитник клуба «Реал Сосьедад» и сборной Венесуэлы.

## Карьера в сборной
18 июня 2023 года Арамбуру дебютировал за сборную Венесуэлы в товарищеском матче против сборной Гватемалы.

## Достижения
«Депортиво Ла Гуайра»
- Чемпион Венесуэлы: 2020[англ.]